# Meister von Liesborn

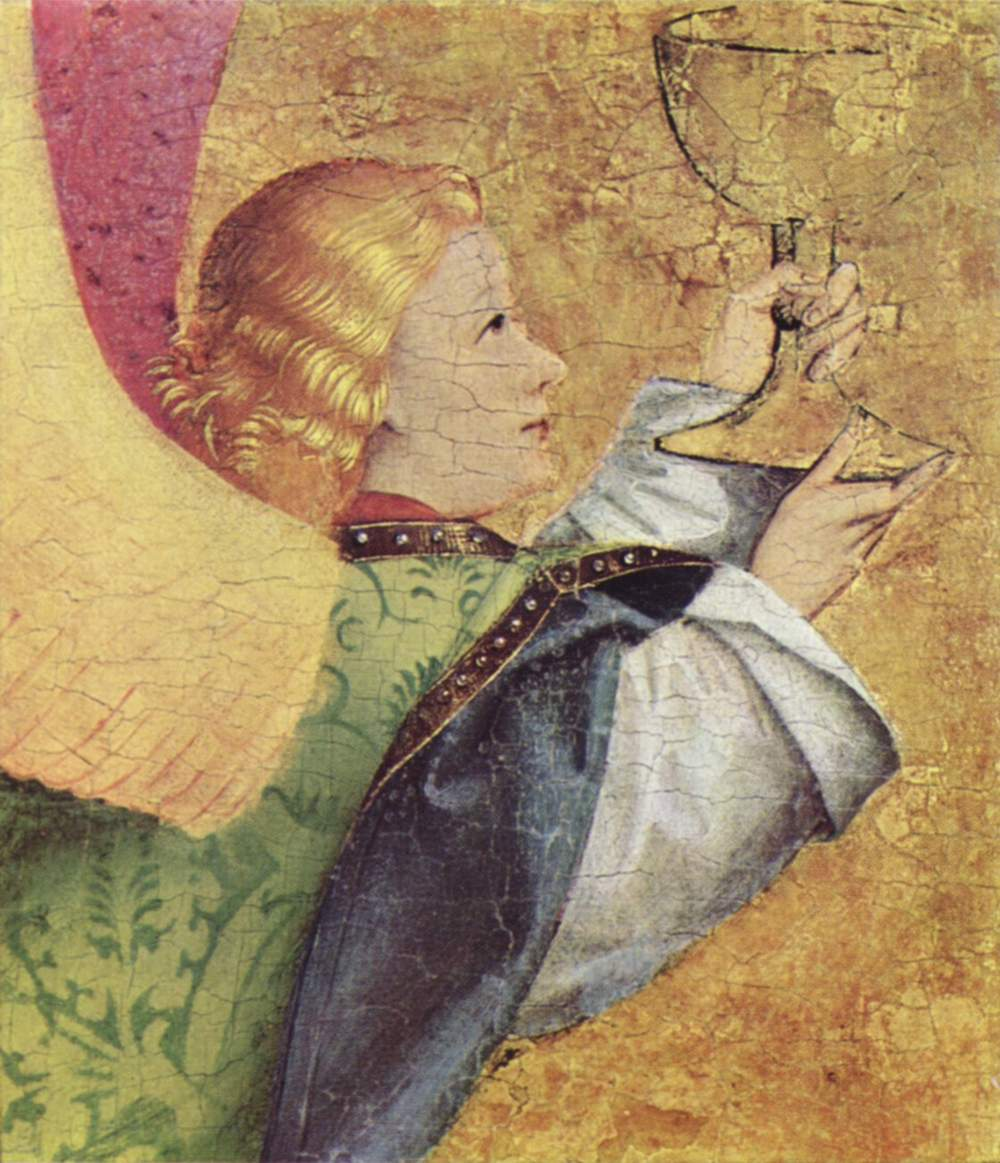
Liesborner Altar, um 1465, Detail

Als Meister von Liesborn wird ein spätmittelalterlicher Maler bezeichnet, der zwischen 1460 und 1490 in Westfalen tätig war. Der namentlich nicht bekannte Künstler erhielt seinen Notnamen nach dem Passionsaltar, den er nach 1465 für die Benediktinerabtei Liesborn geschaffen hat. Es wird vermutet, dass der Maler mit Johann von Soest identisch ist.

## Werke und Wirkungsgeschichte
Neben dem Altar aus Liesborn lassen sich nur einige wenige andere erhaltene Werke dem Meister von Liesborn zuordnen, darunter ein Passionsaltar in der Kirche Maria zur Höhe in Soest. Auch werden dem Meister und seiner Werkstatt der Lünener Altar und der Lippborger Altar zugerechnet. Sein Werk hat großen Einfluss auf die zeitgenössischen und nachfolgenden westfälischen Maler ausgeübt, beispielsweise in den Werken des Meister von 1473.
Der Meister von Liesborn zeigt selbst eine starke Beeinflussung durch niederländische Maler wie Dieric Bouts und Roger van der Weyden. Wie bei der Verkündigungsszene aus Liesborn zeigen seine Darstellung von Architektur, korrekte Perspektive des Innenraumes und Details der Möbel diese Beziehung. Der Meister war aber auch mit Kölner Malern wie beispielsweise dem Meister des Marienlebens vertraut. Der Bezug zur sogenannten Kölner Malerschule ist vor allem bei den Heiligenbildern des Altars aus Liesborn zu erkennen.
Ein kleiner Teil der Bilder des Meisters von Liesborn ist ursprünglich dem Meister von Cappenberg und damit Jan Baegert zugeschrieben worden.

## Der Hochaltar der Klosterkirche von Liesborn
Der ehemalige Liesborner Altar zeigte in der Mitte Christus am Kreuz sowie weitere Szenen aus dem Marienleben und Heilige. Der Altar war wohl kein Flügelaltar, sondern die Bilder waren nebeneinander aufgereiht. Er ist heute nur noch in Fragmenten erhalten. Der bereits 1704 zerlegte Liesborner Altar wurde Anfang des 19. Jahrhunderts im Zuge der Säkularisation in wohl mehr als 14 Einzelteilen an Privatleute verkauft. Bedeutende Teilstücke finden sich heute in Besitz der National Gallery, London und des Westfälischen Kunstvereins bzw. des Westfälischen Landesmuseums in Münster, wo sie zu den „schönsten und wichtigsten Gemälden der Sammlung“ gezählt werden.
Einige der Teile des Liesborner Altars wurden damals und werden teilweise heute weiter dem Meister von Cappenberg oder einer Werkstatt des Meisters des Liesborner Altars zugeschrieben.